# (2172) Plavsk
(2172) Plavsk (1973 QA2) – planetoida z pasa głównego asteroid okrążająca Słońce w ciągu 4,94 lat w średniej odległości 2,9 au. Odkryta 31 sierpnia 1973 roku.